# Sommocolonia
Sommocolonia is een plaats (frazione) in de Italiaanse gemeente Barga.